# Komitet Rady Ministrów do Spraw Związków Zawodowych
Komitet Rady Ministrów do Spraw Związków Zawodowych – organ kolegialny Rady Ministrów, istniejący  w latach 1981–1988, powołany w celu zapewnienia właściwych warunków do realizacji programujących, koordynacyjnych i kontrolnych funkcji Rządu w kształtowaniu współpracy administracji państwowej ze związkami zawodowymi, a także dla kształtowania założeń współpracy pomiędzy Rządem i związkami zawodowymi w duchu partnerstwa i wspólnej odpowiedzialności za rozwój stosunków społecznych.  

## Powołanie Komitetu
Na podstawie uchwały Rady Ministrów z 1981 r. w sprawie powołania Komitetu Rady Ministrów do Spraw Związków Zawodowych ustanowiono Komitet.

## Zadania Komitetu
Do zadań Komitetu należało:
- ustalanie ramowych wytycznych dotyczących zakresu zawieranych porozumień i trybu uzgodnień i konsultacji,
- dokonywanie okresowych analiz i ocen stanu realizacji porozumień przyjętych przez Rząd,
- nadzór nad realizacją przez naczelne, centralne i terenowe organy administracji państwowej porozumień zawartych ze związkami zawodowymi,
- inicjowanie doskonalenia organizacji i trybu współpracy administracji państwowej ze związkami zawodowymi,
- tworzenie warunków sprzyjających sprawnej realizacji przepisów zapewniających udział związków zawodowych w pracach organów samorządowych i organizacji społecznych, zwłaszcza w pracach samorządu załogi,
- inicjowanie współdziałania pomiędzy poszczególnymi pionami ruchu związkowego,
- opracowywanie metodologicznych założeń kontaktów i negocjacji członków Rządu ze związkami zawodowymi,
- inne sprawy zlecone przez Radę Ministrów lub Prezesa Rady Ministrów.

## Szczególne zadania Komitetu
Do szczególnych zadań Komitetu należało;
- rozpatrywania na  posiedzeniach spraw dotyczących okresowych analiz i ocen stanu realizacji porozumień przyjętych przez Rząd,
- wydawania wytycznych i zaleceń  w zakresie  spraw dotyczących okresowych analiz i ocen   oraz kontrolowania ich wykonania,
- przedstawiania Radzie Ministrów i Prezesowi Rady Ministrów analiz, raportów i ocen w sprawach należących do zakresu działania Komitetu, a także rozpatrywania projektów aktów normatywnych i decyzji w tym zakresie,
- podejmowania  innych  niezbędnych ustaleń i środków w celu wykonania powierzonych zadań,
- powoływania w miarę potrzeby zespołów do przygotowania określonych spraw,
- zlecania w miarę potrzeby przeprowadzenie badań i ekspertyz.

## Skład Komitetu
W skład Komitetu wchodzili:
- Przewodniczący – Wiceprezes Rady Ministrów
- zastępca Przewodniczącego – Minister – Członek Rady Ministrów
- członkowie – zastępca Przewodniczącego Komisji Planowania przy Radzie Ministrów oraz przedstawiciele wybranych resortów,
- sekretarz – dyrektor Biura do Spraw Współpracy ze Związkami Zawodowymi.

## Zniesienie Komitetu
Na podstawie uchwały Rady Ministrów z 1988 r. w sprawie uznania niektórych uchwał Rady Ministrów i Prezydium Rządu ogłoszonych w Monitorze Polskim za nieobowiązujące zlikwidowano Komitet.